# Laonico e Alessandro
Laonico (in greco Λαόνικος Κρὴς, "Laonico di Creta") e Alessandro (in greco Ἀλέξανδρος ἀπὸ Χάνδακος, "Alessandro da Candia") furono due preti cretesi, noti per essere stati i pionieri della stampa in lingua greca a Venezia. 
Nel 1486 Laonico e Alessandro stamparono un'edizione della Batracomiomachia (la prima con data certa) e un Psalterium Davidicum greco (Δαυὶδ προφήτου καὶ βασιλέως μέλος), considerati le prime due edizioni di libri greci edite a Venezia.
L'enorme difficoltà di riproduzione tipografica del greco antico e la scarsa domanda di testi in greco nel territorio della Serenissima, portarono al rapido fallimento dell'impresa dei due editori cretesi, la cui attività non andò oltre le due edizioni citate. Tuttavia l'impresa pionieristica di Laonico e Alessandro anticipò la successiva opera di stampa dei classici della grecità realizzata da Aldo Manuzio.